# Wilhelm II. (Hessen-Kassel)

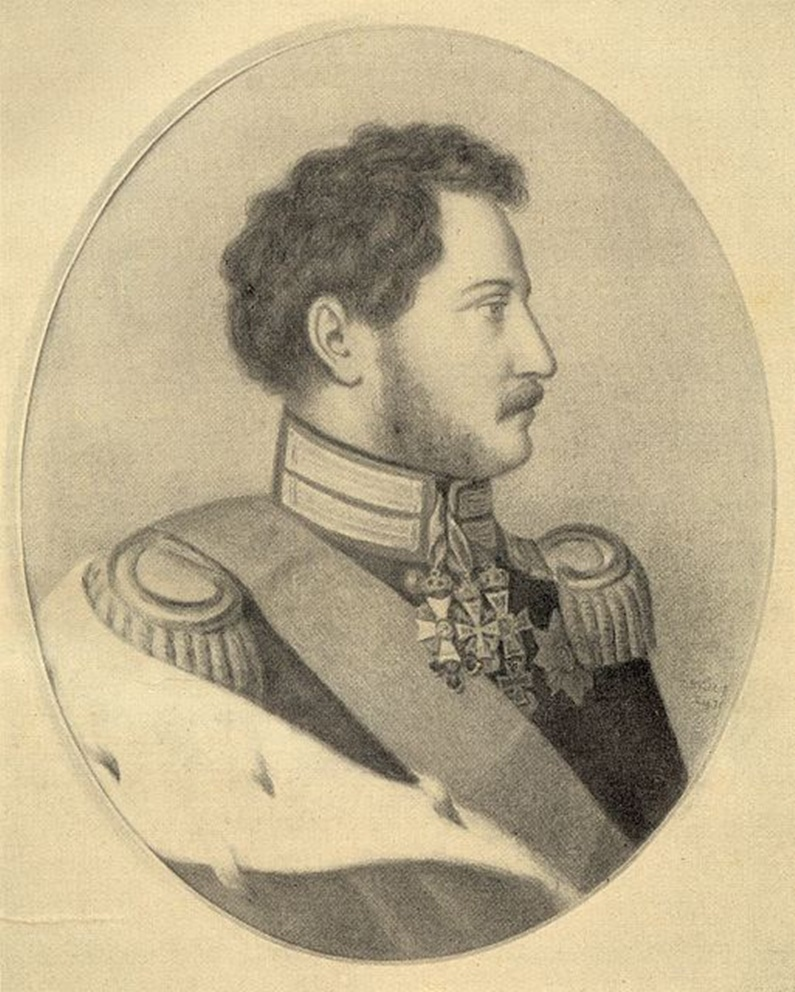
Kurfürst Wilhelm II. von Hessen

Wilhelm II. (* 28. Juli 1777 in Hanau; † 20. November 1847 in Frankfurt am Main), aus dem Haus Hessen, war von 1821 bis zu seinem Tode Landgraf und Kurfürst von Hessen-Kassel.

## Kurprinz
Wilhelm war der zweite Sohn und das vierte Kind des 1803 zum Kurfürsten erhobenen Landgrafen Wilhelm I. von Hessen-Kassel und dessen Ehefrau Wilhelmine Karoline von Dänemark (1747–1820). Sein älterer Bruder Friedrich (1772–1784) verstarb bereits als Jugendlicher. Wilhelm erhielt eine vorwiegend militärische Erziehung, studierte aber auch, noch im Knabenalter, einige Zeit in Leipzig und Marburg und unternahm dann einige größere Bildungsreisen.
Am 13. Februar 1797 heiratete Wilhelm Prinzessin Auguste (1780–1841), Tochter des preußischen Königs Friedrich Wilhelm II. Aus dieser Ehe gingen hervor:
1. Wilhelm Friedrich Karl Ludwig (* 9. April 1798 in Hanau; † 25. Oktober 1802 ebenda)[2]
2. Caroline (* 29. Juli 1799, Schloss Philippsruhe; † 28. November 1854 in Kassel)
3. Luise Friederike (* 3. April 1801 in Hanau; † 28. September 1803, Schloss Philippsruhe)[2]
4. Friedrich Wilhelm (1802–1875) ⚭ Gertrude Lehmann (1803–1882)
5. Marie Friederike Christine (* 6. September 1804 in Hanau; † 1. Januar 1888 in Meiningen) ⚭ 23. März 1825 Bernhard II., Herzog von Sachsen-Meiningen (1800–1882)
6. Friedrich Wilhelm Ferdinand (* 9. Oktober 1806 in Berlin; † 21. November 1806, ebenda)

Als Napoleons Franzosen im November 1806 Kurhessen besetzten, folgte Wilhelm seinem Vater ins Exil nach Holstein und Prag. 1809 ging er für längere Zeit nach Berlin, wo er 1812 seine bis an ihr Lebensende anhaltende Liebesbeziehung mit Emilie Ortlöpp (1791–1843) begann. 1813 nahm er, schon seit 1804 ehrenhalber mit dem Rang eines preußischen Generalleutnants ausgestattet, im Korps des preußischen Generals Yorck an den Kämpfen gegen Napoleon teil, wobei er jedoch keine gute Figur abgab. Nachdem die französische Besatzung im Oktober 1813 durch russische Truppen aus Kassel vertrieben worden war, zog Kurprinz Wilhelm am 30. Oktober 1813 nach Kassel ein und erließ den Aufruf an die Hessen zum Kampf gegen Frankreich. Nach der Rückkehr seines Vaters an die Spitze des restituierten Kurfürstentums übernahm Wilhelm im März 1814, im Range eines Generals der Infanterie, den Oberbefehl über die kurhessischen Truppen. Aber bei der von ihm befehligten Belagerung der Festungen Metz und Luxemburg agierte er wenig ruhmreich, so dass er und die kurhessische Armee im Feldzug von 1815 nicht mehr verwendet wurden.
Nach dem Zweiten Pariser Frieden lebte Wilhelm zunächst im Schloss Philippsruhe in Hanau, während in Kassel das ihm von den Landständen überlassene Weiße Palais nach seinen Wünschen um- und ausgebaut wurde. (Das daran anschließende Rote Palais ließ er erst nach seinem Regierungsantritt erbauen.) Seine Ehe war inzwischen zerrüttet. Wilhelm II. hatte schon 1813 seine Mätresse Emilie Ortlöpp nach Kassel mitgebracht, und 1815 trennte sich das prinzliche Paar mit einem zunächst geheim gehaltenen Vertrag, stritt sich aber weiter in der Öffentlichkeit, bis die Kurfürstin 1826 das Land verließ; erst 1831 kehrte sie zurück. Eine Scheidung wurde aus politischen Gründen verweigert. Erst nach Augustes Tod heiratete Wilhelm die von ihm 1821 zur Gräfin Reichenbach erhobene Emilie.

## Kurfürst
Die drei letzten regierenden Generationen des Kurhauses waren in heftige Generations- und Familienkonflikte verwickelt. Nach dem Tod des reaktionären Wilhelm I. am 27. Februar 1821, der eine Politik der Rückkehr in die Verhältnisse am Ende des 18. Jahrhunderts verfolgt hatte, leitete Wilhelm II., nachdem er die Regierung angetreten hatte, sofort zeitgemäße Reformen in der Verwaltung ein. Jedoch verfolgte er insgesamt eine konservative Politik. Er berief – entgegen den Erwartungen des Bürgertums – weder die Landstände ein, noch konnte er sich seinen Staat mit einer zeitgemäßen Verfassung im Sinne einer konstitutionellen Monarchie vorstellen.

### Familienleben
Auch Wilhelms Familienleben war durch massive Konflikte bestimmt – ähnlich wie bei seinem Vater und später auch seinem Sohn Friedrich Wilhelm. 1821 erhob Wilhelm II. seine Geliebte, Emilie Ortlöpp, zur Gräfin von Reichenbach und später, nachdem er ihr und ihren Kindern die mährischen Güter Lessonitz, Bisenz und Unter Moschtienitz gekauft hatte, zur Gräfin von Lessonitz. Für sie erwarb er bereits 1821 das 1772 an der Königsstraße in Kassel erbaute Palais Gohr, ließ es umbauen, durch ein Treppenhaus und einen Seitenflügel mit Festsaal erweitern und durch Türen mit seinem Weißen Palais verbinden. Emilie hatte erheblichen, wenn nicht entscheidenden Einfluss auf Wilhelm während seiner zehn Jahre währenden Alleinregentschaft. Das Paar hatte acht Kinder:
- Louise (* 26. Februar 1813 in Berlin; † 3. Oktober 1883 in Baden-Baden) ⚭ 15. Mai 1845 Geheimrat Reichsgraf Carl August von Bose (* 7. November 1814 in Garmisch; † 25. Dezember 1887 in Baden-Baden). Louise von Bose war eine bedeutende Mäzenin.
- Julius Wilhelm (* 4. Oktober 1815 in Kassel; † 15. Januar 1822 ebenda)
- Amalie Wilhelmine Emilie (* 31. Dezember 1816 in Kassel; † 28. Juli 1858 in Dresden)

1. ⚭ 1836 Graf Johann Heinrich Wilhelm von Luckner, dänischer Hofjägermeister (geschieden 1839)
2. ⚭ 1840 Karl von Watzdorff (* 9. März 1807 in Dresden; † 5. Dezember 1846 ebenda)
3. ⚭ 1847 erneut Graf Wilhelm von Luckner (* 29. Januar 1805; † 19. Februar 1865)[3]

- Karl (* 24. August 1818 in Kassel; † 26. September 1881 in Prag) ⚭ 20. Dezember 1861 Clementine Richter (* 28. August 1842 in Prag; † 13. Juli 1902 in Ischl)
- Emilie (* 8. Juni 1820 in Kassel; † 30. Januar 1891 in Budapest) ⚭ 10. März 1839 Graf Felix Zichy-Ferraris von Zich und Vásonkeö (* 20. November 1810; † 8. September 1885 in Szilvás, Ungarn)
- Friederike (* 16. Dezember 1821 in Kassel; † 23. Februar 1898 in Weilburg) ⚭ 3. November 1841 Freiherr Wilhelm von Dungern (* 20. Juni 1809 in Weilburg; † 3. Juli 1874 in Wildbad)
- Wilhelm (* 29. Juni 1824 in Kassel; † 19. Januar 1866 in Neuchâtel) ⚭ 19. März 1857 Amélie Göler von Ravensburg (* 27. April 1838 in Karlsruhe; † 14. März 1912 in Frankfurt am Main)
- Helene (* 8. August 1825 auf Schloss Wilhelmshöhe; † 14. Mai 1898 in München) ⚭ 4. Januar 1844 Freiherr Oswald von Fabrice (* 8. Januar 1820 in Bonn; † 3. Juni 1898 in München)

Kurfürstin Auguste und der Kurprinz Friedrich Wilhelm zogen sich vom Hof zurück und sammelten die Opposition aus Adel und Bürgertum im sogenannten Schönfelder Kreis um sich. Da der Kurfürst sich mit seiner „offiziellen“ Geliebten völlig außerhalb der auch den Adel inzwischen teilweise prägenden bürgerlichen Moral gestellt hatte, stand er nun familiär und politisch völlig isoliert da. Die Bevölkerung nahm offen gegen die Mätresse und für die Kurfürstin Partei. Die Feindseligkeit gegen den autokratischen Regenten zeigte sich schon in der Drohbriefaffäre des Jahres 1823, als Wilhelm in einem anonymen Brief mit dem Tod gedroht wurde, falls er nicht drei ultimativ gestellte Forderungen erfülle: Gewährung einer Verfassung, Ausschluss seiner Mätresse von allen Regierungsgeschäften und Unterlassen der persönlichen körperlichen Züchtigung von Untergebenen. 1826 waren die Verhältnisse in Kassel so zerrüttet, dass Kurfürstin Auguste mit dem Kurprinzen das Land verließ, zunächst in die Niederlande, dann nach Berlin und schließlich nach Bonn ging. Wilhelm sperrte ihnen daraufhin allen Unterhalt, so dass Augustes Bruder, König Friedrich Wilhelm III. von Preußen, dafür aufkommen musste. Alle Bemühungen des preußischen Königs, eine Einigung der kurfürstlichen Familie herbeizuführen, scheiterten. Weder der Finanzminister Friedrich von Motz noch der General Oldwig von Natzmer, die zu diesem Zweck nach Kassel geschickt wurden, vermochten etwas auszurichten.

### Regierung
Wilhelm II. regierte als absolutistischer Autokrat ohne die Mitwirkung der Landstände. Seine ersten Amtshandlungen versprachen noch Fortschritt. So reduzierte er die Stärke der kurhessischen Armee von 20.000 Mann auf die der Größe seines Landes eher angemessene Zahl von 7.000, zweigte allerdings die dadurch erzielten Ersparnisse teilweise für seine persönlichen Zwecke ab. Auch ließ er, zum 29. Juni 1821, die Staatsverwaltung nach preußischem Muster reformieren, wobei das Land in vier Provinzen geteilt und die Justiz von der Verwaltung getrennt wurde. Die bisherigen Ämter wurden zu größeren Kreisen zusammengelegt, und die erstinstanzliche Rechtsprechung wurde in die neuen Justizämter ausgegliedert, die in der Regel für die bisher bestehenden Amtsbezirke zuständig waren.
Ansonsten betrieb Wilhelm II. eine Politik, die in ihrem Konservatismus, ihrer Kurzsichtigkeit und ihrer Willkür dem Wohlergehen seines Landes und dessen Bevölkerung nicht zuträglich war. So war er lange Zeit einer der eifrigsten Anhänger der von den deutschen Mittel- und Kleinstaaten verfolgten „Triaspolitik“ zwischen Österreich und Preußen; erst als ihm Fürst Metternich im Herbst 1823 klarmachte, dass diese Haltung einer österreichischen Zustimmung zum Kauf der mährischen Güter für seine Geliebte im Wege stünde, ließ er von dieser Politik ab.
Auch Preußen verstand Wilhelm II., nicht nur durch sein Verhalten gegenüber seiner Frau, sondern auch durch seine Politik zu provozieren, indem er sich den preußischen Bestrebungen zur Schaffung eines Deutschen Zollvereins beharrlich widersetzte. Nachdem das Großherzogtum Hessen-Darmstadt und Preußen im Februar 1828 den Preußisch-Hessischen Zollverein gegründet hatten, schloss er im September 1828 in Kassel als Gegenmaßnahme mit dem Königreich Sachsen, dem Königreich Hannover, dem Herzogtum Nassau, der Freien Stadt Frankfurt und 13 weiteren nord- und mitteldeutschen Kleinstaaten den Vertrag zur Gründung des bis 1834 befristeten Mitteldeutschen Handelsvereins, womit der Anschluss weiterer Staaten an das preußisch-darmstädtische System verhindert werden sollte. Dieses Unterfangen wurde von Großbritannien und Österreich unterstützt, denen es ebenfalls darum ging, den preußischen Einfluss zu begrenzen. Der Verein blieb allerdings ein Fehlschlag, denn weder wurden gemeinsame Zolltarife eingeführt noch ein einheitliches Gebiet für den Binnenhandel geschaffen. Einzig wirksame Maßnahme war die Einführung einer Transitsteuer für Güter ins preußisch-darmstädtische Gebiet. Die Unzuträglichkeiten dieses Abkommens führten am 27. März 1830 zum Abschluss des Einbecker Vertrags mit Hannover, Oldenburg und Braunschweig, der Grundlage des späteren norddeutschen Steuervereins, einer gleichfalls dem allgemeinen Zollverein hinderlichen Maßnahme. Diese Schritte waren für Handel und Wirtschaft Kurhessens schwer schädigend. Es kam an vielen Orten zu Hungersnöten und Aufruhr und an den Landesgrenzen zu oftmals gewalttätigen Auseinandersetzungen wegen Schleichhandel, Schmuggel und Schwarzmarkt. (Schon im August 1831 verließ Kurhessen den Mitteldeutschen Handelsverein und schloss sich dem Preußisch-Hessischen Zollverein an.)

## Rückzug aus dem Amt
Die Revolution von 1830 brach so in Kurhessen mit besonderer Vehemenz aus. Zunächst kam es jedoch nahezu unvermittelt zu einem, zumindest temporären Ausgleich zwischen Wilhelm und seinem Sohn sowie zwischen Kurfürst und Volk. Im Juli 1830 reiste Wilhelm nach Wien, um für seine Mätresse den Reichsfürstenstand zu erlangen. Da ihm Metternich jedoch aus dem Weg ging, kehrte Wilhelm unverrichteter Dinge zu seiner Geliebten nach Karlsbad zurück. Dort erkrankte er schwer. Kurprinz Friedrich Wilhelm eilte ans Krankenbett und versöhnte sich mit dem Vater, die Kasseler schickten eine Abordnung nach Karlsbad. Am 6. September brachen Unruhen in Kassel aus, die sich auf andere kurhessische Städte und ländliche Regionen ausweiteten. Am 12. September 1830 zogen Vater und Sohn gemeinsam in Kassel ein.
Am 15. September 1830 empfing Wilhelm II., unter dem massiven Druck der Straße, eine Abordnung, angeführt von Oberbürgermeister Karl Schomburg, bestehend aus dem Kasseler Stadtrat und einigen Deputierten der Bürgerschaft. Sie überreichten ihm eine Petition, in der sie unter Hinweis auf die Notlage des Landes um Einberufung der Landstände ersuchten. Der Kurfürst stimmte der Einberufung und der Ausarbeitung einer Verfassung zu. Die Einberufung erfolgte am 19. September, und nachdem auch die bisher nicht in den Landständen vertretenen Landesteile wie die ehemalige Grafschaft Hanau Abgeordnete entsenden durften, trat der Landtag am 16. Oktober zusammen. Die von ihm ausgearbeitete Kurhessische Verfassung von 1831 wurde am 5. Januar 1831 erlassen und am 8. Januar verkündet. Sie galt als freiheitlichste innerhalb des Deutschen Bundes und sogar als fortschrittlichste in Europa – mit einem Einkammerparlament und der Möglichkeit einer Ministeranklage, einem Vorläufer der parlamentarischen Verantwortlichkeit der vom Monarchen ernannten Minister.
Wilhelm II. schätzte allerdings, nachdem er in der Verfassungsfrage nachgegeben hatte, die Lage hinsichtlich seiner Stellung in der Öffentlichkeit falsch ein. Er gestattete der Gräfin Lessonitz, nach Kassel zurückzukehren. Ihre Ankunft fiel mitten in den öffentlichen Jubel über die neue Verfassung und hatte am 11. Januar erneut Unruhen zur Folge, bei denen lautstark ihre Abreise verlangt wurde. Die Gräfin reiste daraufhin fluchtartig ab, und der Kurfürst mitsamt seinem Hof folgte ihr im März nach Hanau, wo er Residenz im Schloss Philippsruhe und in Wilhelmsbad vor den Toren Hanaus nahm. Da sich bei den damaligen Kommunikationsmöglichkeiten ein Regieren von Hanau aus (die Minister waren in Kassel geblieben) als technisch schwer möglich erwies, übertrug der Kurfürst am 15. September 1831 für die Dauer seiner Abwesenheit aus der Hauptstadt seinem Sohn Friedrich Wilhelm mit dem Titel eines Mitregenten die Regierungsgeschäfte. Da er nie wieder nach Kassel zurückkehrte, war dies faktisch eine Abdankung.

## Letzte Jahre
Wilhelm II. lebte nun von seinen reichlichen Einkünften zusammen mit der Gräfin Reichenbach-Lessonitz zunächst in Schloss Philippsruhe, später in Frankfurt am Main. Nach dem Tod der Kurfürstin Auguste am 19. Februar 1841 heiratete er am 8. Juli 1841 in Bisenz in Mähren die Gräfin. Als auch sie am 12. Februar 1843 starb, heiratete er am 28. August 1843 Karoline von Berlepsch, die er zur Baronin und später zur Gräfin von Bergen erhob. Diese dritte und letzte Ehe blieb kinderlos.
Nach seinem Tod wurde Wilhelm II. in der Gruft der Marienkirche in Hanau bestattet. Da im Zweiten Weltkrieg die Grabstätte bei einem Bombenangriff schwer beschädigt wurde, wurden deren Reste in den 1990er Jahren in einem neuen Sarg beigesetzt.

## Vorfahren
|  |                                                       |  |  |  |  |  |  |  |  |  |  |  |  |
|  | Wilhelm VIII. Landgraf von Hessen-Kassel (1682–1760)  |  |  |  |  |  |  |  |  |  |  |  |  |
|  |                                                       |  |  |  |  |  |  |  |  |  |  |  |  |
|  |                                                       |  |  |  |  |  |  |  |  |  |  |  |  |
|  | Friedrich II. Landgraf von Hessen-Kassel (1720–1785)  |  |  |  |  |  |  |  |  |  |  |  |  |
|  |                                                       |  |  |  |  |  |  |  |  |  |  |  |  |
|  |                                                       |  |  |  |  |  |  |  |  |  |  |  |  |
|  | Dorothea Wilhelmine von Sachsen-Zeitz (1691–1743)     |  |  |  |  |  |  |  |  |  |  |  |  |
|  |                                                       |  |  |  |  |  |  |  |  |  |  |  |  |
|  |                                                       |  |  |  |  |  |  |  |  |  |  |  |  |
|  | Wilhelm I. Kurfürst von Hessen-Kassel (1743–1821)     |  |  |  |  |  |  |  |  |  |  |  |  |
|  |                                                       |  |  |  |  |  |  |  |  |  |  |  |  |
|  |                                                       |  |  |  |  |  |  |  |  |  |  |  |  |
|  | Georg II. König von Großbritannien (1683–1760)        |  |  |  |  |  |  |  |  |  |  |  |  |
|  |                                                       |  |  |  |  |  |  |  |  |  |  |  |  |
|  |                                                       |  |  |  |  |  |  |  |  |  |  |  |  |
|  | Maria von Großbritannien (1723–1772)                  |  |  |  |  |  |  |  |  |  |  |  |  |
|  |                                                       |  |  |  |  |  |  |  |  |  |  |  |  |
|  |                                                       |  |  |  |  |  |  |  |  |  |  |  |  |
|  | Caroline von Brandenburg-Ansbach (1683–1737)          |  |  |  |  |  |  |  |  |  |  |  |  |
|  |                                                       |  |  |  |  |  |  |  |  |  |  |  |  |
|  |                                                       |  |  |  |  |  |  |  |  |  |  |  |  |
|  | Wilhelm II. Kurfürst von Hessen-Kassel                |  |  |  |  |  |  |  |  |  |  |  |  |
|  |                                                       |  |  |  |  |  |  |  |  |  |  |  |  |
|  |                                                       |  |  |  |  |  |  |  |  |  |  |  |  |
|  | Christian VI. König von Dänemark, (1699–1746)         |  |  |  |  |  |  |  |  |  |  |  |  |
|  |                                                       |  |  |  |  |  |  |  |  |  |  |  |  |
|  |                                                       |  |  |  |  |  |  |  |  |  |  |  |  |
|  | Friedrich V. König von Dänemark (1723–1766)           |  |  |  |  |  |  |  |  |  |  |  |  |
|  |                                                       |  |  |  |  |  |  |  |  |  |  |  |  |
|  |                                                       |  |  |  |  |  |  |  |  |  |  |  |  |
|  | Sophie Magdalene von Brandenburg-Kulmbach (1700–1770) |  |  |  |  |  |  |  |  |  |  |  |  |
|  |                                                       |  |  |  |  |  |  |  |  |  |  |  |  |
|  |                                                       |  |  |  |  |  |  |  |  |  |  |  |  |
|  | Wilhelmine Karoline von Dänemark (1747–1820)          |  |  |  |  |  |  |  |  |  |  |  |  |
|  |                                                       |  |  |  |  |  |  |  |  |  |  |  |  |
|  |                                                       |  |  |  |  |  |  |  |  |  |  |  |  |
|  | Georg II. König von Großbritannien (1683–1760)        |  |  |  |  |  |  |  |  |  |  |  |  |
|  |                                                       |  |  |  |  |  |  |  |  |  |  |  |  |
|  |                                                       |  |  |  |  |  |  |  |  |  |  |  |  |
|  | Louise von Großbritannien (1724–1751)                 |  |  |  |  |  |  |  |  |  |  |  |  |
|  |                                                       |  |  |  |  |  |  |  |  |  |  |  |  |
|  |                                                       |  |  |  |  |  |  |  |  |  |  |  |  |
|  | Caroline von Brandenburg-Ansbach (1683–1737)          |  |  |  |  |  |  |  |  |  |  |  |  |
|  |                                                       |  |  |  |  |  |  |  |  |  |  |  |  |
|  |                                                       |  |  |  |  |  |  |  |  |  |  |  |  |

Durch interfamiliäre Heiraten sind König Georg II. von Großbritannien und seine Frau Caroline gleich zweifache Ur-Großeltern von Wilhelm II. von Hessen-Kassel.